# المدرسة الوطنية للعلوم التطبيقية بفاس
المدرسة الوطنية للعلوم التطبيقية بفاس ENSAF هي مدرسة عمومية، وعضو في شبكة المدارس الوطنية للعلوم التطبيقية بالمغرب، افتتحت أبوابها لأول مرة سنة 2005، يتميز التكوين بها بتطبيق نظام بيداغوجي قائم على وحدات دراسية تنظم خلال فصول دراسية سداسية وبالانفتاح على الوسط الصناعي والاقتصادي كذلك. تستغرق مدة الدراسة في المدرسة خمسة سنوات بالنسبة لحاملي البكالوريا، يحرز الطالب بعدها دبلوم مهندس دولة.

## شروط الترشيح
يشترط في المرشح لولوج السنة الأولى بالمدارس الوطنية للعلوم التطبيقية أن يكون مسجلا بالسنة النهائية من سلك البكالوريا في شعبة العلوم الرياضية أو العلوم التجريبية (بمسالكها الثلاث، علوم الحياة والأرض؛ علوم زراعية وعلوم فزيائية) أو العلوم والتكنولوجيات. أو ان يكون حاصلا على شهادة البكالوريا في الشعب العلمية أو التقنية والتكنولوجيا.

## مباراة الولوج
- الانتقاء التمهيدي بناء على النقط المحصل عليها في امتحانات البكالوريا.
- اختبار كتابي على شكل استمارة متعددة الاختيارات (QCM) والذي ينظم بالنسبة للمرشحين المقبولين في الانتقاء.[3]

## التكوينات المتوفرة
تستغرق الدراسة بالمدارس الوطنية للعلوم التطبيقية خمس سنوات ( 10 فصول ) تتوج بإحراز الطالب على دبلوم مهندس الدولة، وينظم التكوين في سلكين متتالين.
- السلك التحضيري المدمج : تستغرق به الدراسة مدة سنتين (4 فصول ) بعد البكالوريا ويرتكز التكوين خلالها على المجال العلمي الأساسي وتقنيات التعبير والتواصل و الإعلاميات
- سلك المهندسين: و تستغرق الدراسة به ثلاث سنوات ( 6 فصول ) بعد السلك التحضيري المدمج ويرتكز التكوين بالإضافة إلى المجال العلمي والتقني الأساسي على تلقين مجموعة من المعارف والكافيات المتعلقة بتدبير المشاريع وتدبير المقاولات واللغات والإعلام و التواصل

تتوفر المدرسة الوطنية للعلوم التطبيقية بفاس على التكوينات التالية :
| اسم الديبلوم                               | النوع      | مدة التكوين |
| ------------------------------------------ | ---------- | ----------- |
| الهندسة المعلوماتية                        | مهندس دولة | 5 سنوات     |
| الهندسة الصناعية                           | مهندس دولة | 5 سنوات     |
| الهندسة الميكانيكية والأنظمة الأوتوماتيكية | مهندس دولة | 5 سنوات     |
| هندسة الأنظمة المدمجة والمعلوميات الصناعية | مهندس دولة | 5 سنوات     |
| هندسة الشبكات والاتصالات                   | مهندس دولة | 5 سنوات     |
| هندسة الطاقة والأنظمة الذكية               | مهندس دولة | 5 سنوات     |
| هندسة الطاقة والأنظمة الذكية               | مهندس دولة | 5 سنوات     |

## اقرأ أيضا
- المدرسة الوطنية للعلوم التطبيقية بالحسيمة
- شبكة المدارس الوطنية للعلوم التطبيقية بالمغرب